# خلوصي بهجت
خلوصي بهجت (بالتركية: Hulusi Behçet)‏ ‏(20 فبراير 1889 - 8 مارس 1948) هو عالم وطبيب أمراض جلدية تركي، وهو أول من اكتشف مرض متلازمة بهجت أو مرض بهجت في سنة 1937، وقد سمي على اسمه فيما بعد.

## نشأته
ولد خلوصي بهجت لأبوين تركيين في إسطنبول في 20 فبراير عام 1889 م، وكانت طفولته صعبة بسبب فقده والدته في سن مبكر فربته جدته، وقد نال مرحلة من تعليمه في إحدى مدارس  دمشق حيث كان والده يعمل آنذاك وقضى طفولته المبكرة هناك، وقد كانت دمشق في ذلك الوقت جزءا من الدولة العثمانية. وتعلم بعد ذلك اللغة الإنجليزية واللاتينية والألمانية، ثم درس الطب في أكاديمية گولخانه الطبية العسكرية. تخرج خلوصي بهجت في عام 1910 وبعدها بأربع سنوات كان قد تخصص في طب الأمراض الجلدية والتناسلية.

## حياته العملية
في أثناء الحرب العالمية الأولى (1914 - 1918) عمل خلوصي بهجت في المستشفى العسكري في أدرنة التركية. وبعد انتهاء الحرب العالمية الأولى انتقل بهجت خلوصي إلى بودابست وبعدها إلى برلين ليتلقى المزيد من الدراسة المتخصصة، وقد أتاحت له هذه الجولة أن يلتقي بالعديد من الشخصيات العلمية المشهورة آنذاك.
عاد خلوصي بهجت إلى تركيا في عام 1923 وعمل طبيبا مستقلا للأمراض الجلدية والتناسلية وتدرج وظيفيا وأصبح من أشهر الأطباء في تركيا.

## متلازمة بهجت
في الفترة 1924 - 1925 صادف خلوصي بهجت أولى الحالات المرضية والتي بناءً عليها بدأ في ملاحظته لمرض بهجت أو متلازمة بهجت.
وبعد حياة حافلة بالعديد من الإنجازات توفي خلوصي بهجت في عام 1948 نتيجة لسكتة قلبية مفاجئة.